# حمد الجاسر
 حمد الجاسر (1328- 1421 هـ / 1910- 2000 م)، عالم وباحث ونسّابة وإعلامي سعودي، مهتم باللغة العربية والتاريخ والجغرافيا وعلم الأنساب، كان عضوًا فاعلًا في مجمع اللغة العربية بالقاهرة، وفي المجمع الملكي لبحوث الحضارة الإسلامية في عمان، وعضواً مراسلاً في مجمع اللغة العربية بدمشق، ومجمع اللغة العربية الأردني في عمان والمجمع العراقي في بغداد والمجمع العلمي العربي الهندي.
عمل في قطاع التعليم، والقضاء، والصحافة والنشر، وأنشأ مؤسسة اليمامة الصحفية التي أصدرت مجلة اليمامة، أول مجلة تصدر في مدينة الرياض، وذلك عام 1952، وتبعتها جريدة الرياض في عام 1965 وأخيرًا مجلة العرب، وهي مجلة فصلية متخصصة في تاريخ وآداب شبه الجزيرة العربية. وأنشأ حمد الجاسر أول دار للطباعة في نجد في عام 1955، وفي عام 1966 أنشأ دار اليمامة للبحث والترجمة والنشر.
كما أسهم في ثقافة وطنه كعلاّمة ومؤرخ وجغرافي، وخلف العديد من الكتب التي تحمل اسمه والتي تغطي حقولا متنوعة من المعرفة كالمصورات الجغرافية والتاريخية، وأدب الرحلات وكتب السيرة وطبعات نقدية للنصوص التراثية الهامة، وقد أسهم كذلك بعمق في تحديد استراتيجيات مؤسسة الفرقان للتراث الإسلامي لصاحبها أحمد زكي يماني، والتي كان فيها عضوًا مؤسسا للمجلس الاستشاري الدولي.

## مولده ونشأته
هو حمد بن محمد بن جاسر، من أسرة آل جاسر المنتمية إلى الكتمة من بني علي من قبيلة حرب، ولد سنة 1328 هـ في قرية البرود من إقليم السر في منطقة نجد من أب فقير فلاح وله ثلاث إخوان جاسر ورشود وعلي.
- نشأ ضعيف البنية عليلاً لم يستطع مساعدة أبيه فأدخله في المدرسة (كتّاب القرية) حيث تعلم القراءة وحفظ القرآن.
- ذهب به أبوه إلى مدينة الرياض عام 1341 هـ فبقي عند قريب له من طلبة العلم يدعى عبد العزيز بن فايز، وتعلم قليلا من مبادئ العلوم الدينية (الفقه والتوحيد).
- عاد من الرياض بعد موت الرجل الذي كان يعيش في كنفه سنة 1342 هـ، ولم يلبث أبوه أن توفي فكفله جده لأمه علي بن عبد الله بن سالم، وكان إمام مسجد قرية البرود، وصار يساعد جده في الإمامة ثم اشتغل معلما لصبيان القرية حتى سنة 1346 هـ.
- نُدِب سنة 1346 هـ مرشداً لفخذ من قبيلة عتيبة تدعى الحَوَاما من النُّفَعَة من بَرْقا يصلي بهم رمضان، ويعلمهم أمور دينهم، وكانوا يعيشون في البادية وكان ينتقل معهم فيها.
- في آخر سنة 1346 هـ ذهب إلى الرياض واستقر لطلب العلم على مشايخها، فقرأ شيئاً من المتون كالآجرومية لابن آجروم، و (الأصول الثلاثة)، و (آداب المشي إلى الصلاة) للشيخ محمد بن عبد الوهاب و (ملحة الإعراب) للحريري، ثم جاءت مرحلة زمنية مهمة في حياته، حيث ترك الرياض قاصداً مكة المكرمة.
- في سنة 1348 هـ، التحق بالمعهد العلمي السعودي، أول مدرسة نظامية تنشأ في العهد السعودي.
- أسندت إليه إمامة مسجد أبي قبيس بمكة المكرمة مدة قصيرة في عام 1349هـ
- قام برحلة تجارية قصيرة إلى منطقة عسير وقصد مدينتي الخميس وأبها وذلك في عام 1353هـ.
- تخرج في المعهد الإسلامي السعودي متخصصًا في القضاء الشرعي عام 1353هـ.[6]
- تزوج من هيلة بنت عبد العزيز العنقري وله ستة أبناء أكبرهم محمد الذي توفي في حادث تحطم طائرة تليه مي ثم هند ثم سلوى ثم معن ثم منى.

## حياته العلمية

حمد الجاسر مع صديقه محمود محمد شاكر

بعد أن أنهى مرحلة الدراسة في ذلك المعهد (متخصصا في القضاء الشرعي) تحوَل إلى الخدمة، فعمل مدرسًا في ينبع من عام 1353 حتى عام 1357 هـ بعد أن أصبح مديرا للمدرسة ثم انتقل إلى سلك القضاء فعمل قاضيا في ضبا في شمال الحجاز وذلك عام 1357 هـ. لم ينقطع حنينه وشوقه إلى المعرفة بعد أن أنهى الدراسة في المعهد، بل كان يرغب في المزيد حتى جاءته الفرصة المواتية فسافر إلى القاهرة.
في عام 1358 هـ التحق بكلية الآداب في جامعة القاهرة، ولكن الظروف العامة لم تساعده على إنهاء الدراسة في تلك الكلية، فتركها قبل أن يحصل على درجتها العلمية حيث قامت الحرب العالمية الثانية وأعيدت البعثة السعودية من هناك. رجع إلى التدريس فدرَس في مناطق عديدة في المملكة العربية السعودية وشغل مناصب تربوية مختلفة، منها رئيس مراقبة التعليم في الظهران، ثم مديرا للتعليم في نجد عام 1369هـ.
كان أول مدير لكليتي الشريعة واللغة العربية في الرياض اللتين كانتا النواة لإنشاء (جامعة الإمام محمد بن سعود الإسلامية).
أنشأ أثناء إدارته للتعليم في نجد مكتبة لبيع الكتب هي مكتبة العرب التي كانت أول مكتبة عنيت بعرض المؤلفات الحديثة تحت إشرافه. نشر مقالات عديدة في الجرائد والمجلات العربية في موضوعات مختلفة أبرزها النواحي التاريخية والجغرافية ووصف الكتب المخطوطة ونقد المؤلفات والمطبوعات الحديثة. كان عضواً عاملاً في مجمع اللغة العربية في القاهرة والمجمع الملكي لبحوث الحضارة الإسلامية في عمان وعضواً مراسلاً في مجمع اللغة العربية بدمشق ومجمع اللغة العربية في عمان والمجمع العراقي في بغداد والمجمع العلمي في الهند.

## شعره ونثره
ترك حمد الجاسر شعرا أكثره نظم، وقد ترك قصيدة في رثاء شيخه محمد بن إبراهيم آل الشيخ سنة 1389هـ/1969م، وقام بنشرها سعد بن عبد العزيز الرويشد في العدد (1448) الصادر في 28 محرم 1415هـ.
وذكر أستاذ اللغة صبحي البصام حول شاعرية حمد الجاسر قائلاً: «حمد الجاسر شاعر مجيد يدلني على ذلك قصيدة كافية ألقاها ببغداد، كانت من غرر الشعر بذّ فيها الشعراء جميعاً، ثم تلتها قصيدة للجواهري».
وقد رد حمد الجاسر على رأي صبحي البصام في شاعرية الجاسر قائلاً: «أما وصفي بالشاعرية فهذا غير صحيح، لست شاعراً وكنت نظاماً في أول الأمر، ولإدراكي بأنني لم أخلق شاعراً تركت النظم».
كما رد حمد الجاسر قائلاً: «وأخوك ليس شاعرا، وإنما كان يتعاطى النظم في شبابه غَيْرة من لِدضاته الذين يرى أسماءهم منشورة في الصحف، وهو نظم ساقط أخجل الآن حين أراه منشوراً في بعض الصحف لتفاهته، أقول هذا عن صدق وعقيدة».
أما نثره فتميز بالسهولة والسلاسة وأبعد عن التصنع والتكلف، وكان يكتب لهدف التعليم والإفهام، مع ميزة التشويق بأسلوب يشد القارئ خاصة عندما يدوّن مشاهداته ورحلاته، وحول نثر الجاسر ذكر الدكتور محمد رجب البيومي ما مفاده: «وإذا كانت كتب الجغرافية الآن في المدارس والكليات تحمل بعض المنفّرات من قراءتها لأسلوبها العلمي الجاف، الذي يقتصر على سرد التضاريس وأحوال المناخ ومساحة الأرض، دون بسط تاريخي شافٍ لما يتحدث عته الباحث، فإن الأستاذ حمد قد رجع في حديثه الجغرافي إلى كتب الأدب كما رجع إلى كتب تقويم البلدان، فجاء حديثه عن الأمكنة مؤيّداً بالشواهد الشعرية والأحداث التاريخية، وقارئه سعيد جدّ السعادة حين يجد أسلوب التدوين الجغرافي قد انتقل من حال إلى حال».

## مؤلفاته
- كتب في الرحلات: «رحلات حمد الجاسر للبحث عن التراث»، «في الوطن العربي»، «إطلالة على العالم الفسيح»، «في سراة غامد وزهران»، «في شمال غرب الجزيرة».
- كتب في الأنساب: «معجم قبائل المملكة العربية السعودية» جزءان، كتاب «البرود»، «جمهرة أنساب الأسر المتحضرة في نجد» جزءان، «باهلة القبيلة المفترى عليها».
- كتب في تحديد المواضع: من أقسام «المعجم الجغرافي للبلاد العربية السعودية» (مقدمة المعجم) جزءان، (قسم شمال المملكة) ثلاثة أجزاء، (قسم المنطقة الشرقية) أربعة أجزاء، (المعجم المختصر) ثلاثة أجزاء.
- كتب في تاريخ البلدان: «بلاد ينبع»، «مدينة الرياض عبر أطوار التاريخ».
- كتب عن الخيل: «معجم أسماء خيل العرب وفرسانها»، «أصول الخيل العربية الحديثة».
- كتب في التراجم: «مع الشعراء»، تراجم لبعض شعراء مجهولين، نشره (نادي القصيم الأدبي)، «ابن عربي موطد الحكم الأموي في نجد»، ترجمة إبراهيم بن إسحاق الحربي في مقدمة كتاب «المناسك» الطبعة الأولى، «معجم المطبوعات العربية» إشراف، «رحالة غربيون في بلادنا».
- كتب في المباحث اللغوية: «نظرات في كتاب تاج العروس»، «ملاحظات على المعجم الكبير» بالاشتراك.
- وحقق من الكتب: «رسائل في تاريخ المدينة»، «الأماكن» للحازمي جزءان، «الأمكنة والمياه والجبال» لنصر الإسكندري ثلاثة أجزاء تحت الطبع، «المناسك» أو «الطريق» – الطبعة الثانية، «المغانم المطابة في معالم طابة» قسم الجغرافية، «البرق اليماني في الفتح العثماني» لقطب الدين النهروالي، «التعليقات والنوادر» للهجري أربعة أجزاء في الشعر واللغة والمواضع والأنساب – دراسة وتحقيق -، «الجوهرتين» للحسن بن أحمد الهمداني مع بحث في المعادن والتعدين، «الإيناس في علم الأنساب» للوزير المغربي، «أدب الخواص» للوزير المغربي، «المحمدون في الشعراء» للقفطي – إشراف، «شعر الشنفرى الأزدي» إشراف، «معجم الشيوخ» لابن فهد بالاشتراك، «الدرر الفرائد المنظمة في أخبار الحاج وطريق مكة المعظمة» للجزيري في ثلاثة أجزاء، «جمهرة نسب قريش» للزبير بن بكار – إشراف، جزءان.

## كتب قدم لها حمد الجاسر
- اكتشاف جزيرة العرب: خمسة قرون من المغامرة والعلم، جاكلين برين، نقله إلى العربية قدري قلعجي، 434ص، بيروت، دار الكاتب العربي، 1390هـ. طبعة ثانية، 434ص، الرياض، منشورات الفاخرية، 1400هـ.

- شاعرات من البادية، عبد الله بن محمد بن رداس، طبع بإشراف دار اليمامة، 448ص، دون تاريخ نشر.
- المملكة العربية السعودية (دراسة بيبليوجرافية)، إعداد شكري الضاني، 710ص، الرياض، دار العلوم، 1398هـ.
- أنساب الأسر الحاكمة في الأحساء، أبو عبد الرحمن بن عقيل الظاهري، الرياض، ط1، 1403هـ.
- تاريخ الأفلاج وحضارتها، عبد الله بن عبد العزيز بن مفلح الجذالين، الرياض، مطبعة سفير، ط1، 1413هـ.
- ديوان الشيخ محمد بن عبد العزيز بن هليل، جمع وإعداد آمنة بنت محمد بن هليل، الرياض، الحرس الوطني.
- قبيلة الظفير: دراسة تاريخية لغوية، مقارنة بروس أنغام، ترجمة وتعليق: عطية كريم الظفيري، الرياض، ط2، 1415 هـ.
- من جوانب العدالة عند الملك عبد العزيز، عبد الرحمن بن صالح آل عبد اللطيف، 137ص، الرياض، ط1، 1419 هـ.
- آل معمر وإمارة العيينة، عبدالمحسن آل معمر.
- الدرعية (قاعدة الدولة السعودية الأولى)، محمد الفهد العيسى، غلاف 124ص.
- الصمان: بحوث وتحقيقات جغرافية ميدانية وتاريخية لمنطقة الصلب والصمّان، سعد بن عبد العزيز الشبانات، الرياض، دار عالم الكتب، 2000.
- بني تميم في بلاد الجبلين، عبد الله بن صقيه.
- قبيلة العوازم دراسة عن أصلها ومجتمعها وديارها تأليف عبد الرحمن عبد الكريم العبيد مطبعة المتنبى _بيروت_ 1971 _ بتقريظ العلامة حمد الجاسر.

## مؤسسة الشيخ حمد الجاسر الثقافية
جاءت فكرة إنشاء المؤسسة بعد الاجتماع الذي دار حول إيجاد مشروع يخلد ذكرى حمد الجاسر بعد وفاته، ورفعت نتائج الاجتماع إلى الملك سلمان بن عبد العزيز (عندما كان أميرًا للرياض) الذي وافق على الفكرة، كما وافق أن يكون الرئيس الفخري لمجلس أمناء المؤسسة.

### أهدافها
1. إنشاء مركز الشيخ حمد الجاسر الثقافي لتراث الجزيرة العربية ودراستها.
2. استمرار مجلة العرب في الصدور لخدمة تاريخ العرب وآدابهم وتراثهم الفكري.
3. العناية بمكتبة الشيخ حمد الجاسر الخاصة وإمدادها بما يدعمها من الكتب والمخطوطات وتحديث آليات البحث فيها.
4. استمرار دار اليمامة للبحث والنشر في نشر مؤلفات الشيخ حمد الجاسر وغيره مما يخدم تراث الجزيرة على نهج الشيخ حمد الجاسر.
5. إيجاد قاعة للمحاضرات.
6. جائزة حمد الجاسر لتراث الجزيرة العربية.
7. استمرار المنتدى الأسبوعي في مجلس الشيخ حمد الجاسر.
8. متحف الشيخ حمد الجاسر
9. استمرار تحديث موقع الشيخ حمد الجاسر وتطويره على الإنترنت.
10. إقامة الندوات والمؤتمرات العلمية في مجال تخصصها.
11. كل ما يخدم غرضها الأساسي من مشروعات).[8]

### أغراضها
جاء الغرض الأساسي من إنشاء المؤسسة لخدمة التراث الثقافي لحمد الجاسر، بالإضافة إلى خدمة الباحثين والدارسين في المجالات التي اهتم بها حمد الجاسر وهي: (تاريخ العرب، وآدابهم وتراثهم الفكري، من أدب وتاريخ ولغة عربية وجغرافيا وصحافة وتعليم وطباعة ومخطوطات وأنساب وغيرها)، بالإضافة إلى اهتمام المؤسسة بالمجالات الثقافية مثل :
- نشر إنتاج حمد الجاسر الثقافي.
- دعم ورعاية الباحثين والدارسين لتاريخ شبه الجزيرة العربية وآدابها وتراثها الفكري.
- دعم ورعاية مجال البحوث والدراسات وخاصة المتعلقة بالمشروعات الخدمية.
- التعاون مع كلاً من مراكز البحوث والدراسات.
- إنشاء موقع لحمد الجاسر على الإنترنت.
- الاستمرارية في إصدار مجلة العرب.
- فتح أبواب مكتبة حمد الجاسر للدارسين والباحثين.
- تزويد المكتبة بالكتب والمخطوطات.[9]

## تكريمه
- منح جائزة الدولة التقديرية في الأدب عام 1404 هـ؛ لإسهامه وعطائه الزاخر من إثراء ميادين الفكر والأدب.
- منح وسام التكريم من مجلس التعاون الخليجي عام 1410 هـ.
- منح وسام الملك عبد العزيز عند ما اختير الشخصية السعودية المكرمة في المهرجان الوطني للتراث والثقافة (الجنادرية) عام 1415 هـ.
- منحته جامعة الملك سعود الدكتوراه الفخرية عام 1416 هـ؛ لما قدّمه للساحة الثقافية السعودية من عطاء وافر متواصل، وما قدّمه للمكتبة العربية والإسلامية من إثراء تاريخي وجغرافي وأدبي ولغوي.
- نال جائزة الملك فيصل العالمية للأدب العربي عام 1416 هـ الموافق 1996.
- نال جائزة سلطان العويس الأدبية في الإمارات العربية المتحدة في مجال الإنجاز الثقافي والعلمي عام 1416 هـ.
- نال جائزة الكويت للتقدم العلمي عن كتاب «أصول الخيل العربية الحديثة»، عام 1416هـ.

## معالم حملت اسمه
- متوسطة حمد الجاسر بالرياض.
- مستشفى حديث في مسقط رأسه في قرية البرود.
- قاعة حمد الجاسر بجامعة الملك سعود بالرياض.
- قاعة حمد الجاسر في مؤسسة اليمامة الصحفية في الرياض.
- مجسم جغرافي بارز بجامعة آل البيت بالأردن.
- إحدى القاعات الكبرى بجامعة آل البيت باسم حمد الجاسر.
- شارع في مدينة تبوك بالسعودية.
- شارع في حي الورود بالرياض.
- شارع في حي الروضة بجدة.
- مدرسة حمد الجاسر الابتدائية والمتوسطة والثانوية للبنين بمسقط رأسه بقرية البرود.
- حديقة في حي المحمدية بالرياض.

## وفاته
تُوفي الشيخ حمد الجاسر في يوم الخميس 16 رجب 1421 هـ الموافق 14 سبتمبر 2000، عن عمر يناهز 93 عامًا.